# Corsi-kocka
A Corsi-kocka egy piszhológiai teszt, ami a vizuális, térbeli rövid távú munkamemóriát vizsgálja. 
A teszt elődje a Knox-teszt (Knox Cubes Imitation Test, 1914). A 20. század elején az intelligencia vizsgálóeljárásaként is alkalmazták.
Négy változata létezik, a kockák elhelyezkedése, száma a különbség közöttük (eredeti: 23x28 cm-es táblák, 3 cm-es kockák).

## A vizsgálat
Kilenc, véletlenszerűen elhelyezett kocka közül érint meg néhányat a kísérletvezető, a kísérleti személynek pedig ugyanebben a sorrendben kell megérintenie az érintett kockákat.
Instrukció: „Látja ezeket a kockákat? Most néhányra rá fogok mutatni közülük. Figyelje meg jól, hogy hová mutatok, és amikor azt mondom, hogy Ön jön, mutasson rá ugyanazokra a kockákra, ugyanabban a sorrendben.”
A kísérleti személy térbeli munkamemória terjedelmét a helyesen reprodukált legnagyobb számú pozíció fogja jelenteni. Minden elemszám növelésekor négy sorozatot adnak, és a térbeli munkamemória-terjedelmet az az elemszám jelenti, amelynél a négy sorozatból kettőt helyesen reprodukált a kísérleti személy (Lezak, 1995).